# Galeas (galär)

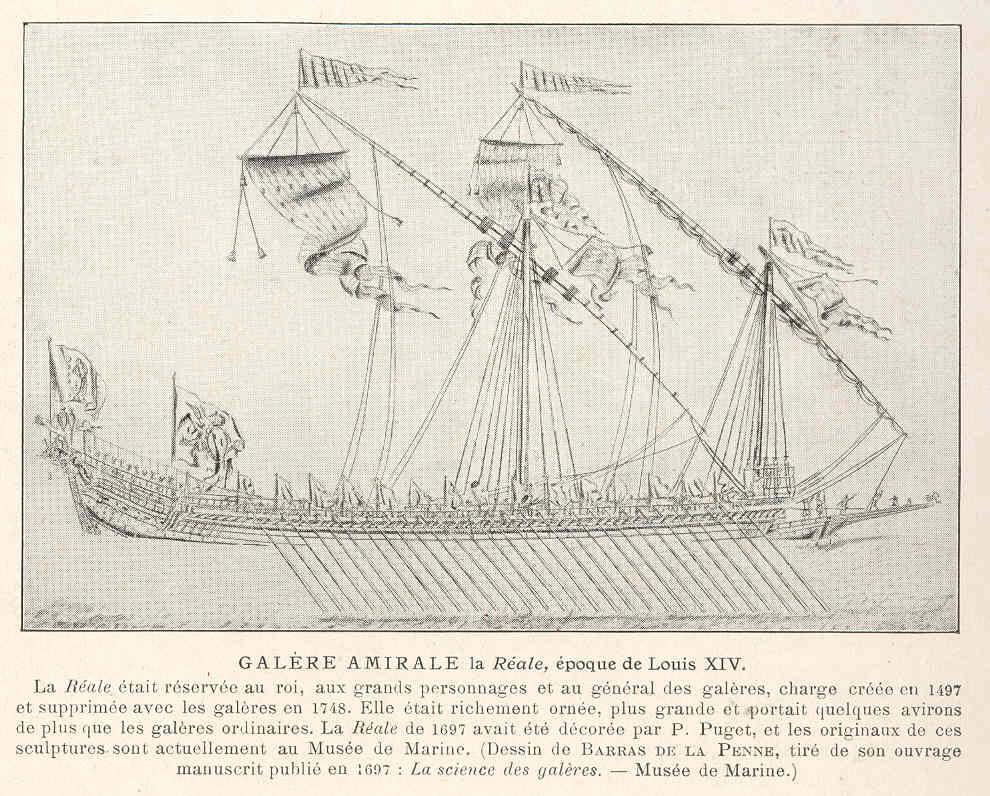
Franska galeassen La Réale 1697.

En galeas eller galeass (italienska: galeazza) var en typ av stor galär.
Galeassen utvecklades till en självständig fartygstyp under 1400- och 1500-talet, främst i Venedig. De hade tre master med stora latinsegel, 20–30 årpar, och bestyckning på upp till ett sjuttiotal kanoner. De hade ett genomgående däck, i fören en upphöjd back och i aktern en skans, som kunde vara väldigt hög. En 1600-talsgaleas var ungefär 60 meter lång och 9 meter bred, med relingen 6 meter över vattnet. Under 1600-talet slutade man bygga denna typ av fartyg. De största fartygen i af Chapmans skärgårdsflotta kunde klassificeras som galeasser, men kallades vanligtvis galejor.